# Trichura druryi
Trichura druryi är en fjärilsart som beskrevs av Jacob Hübner 1826. Trichura druryi ingår i släktet Trichura och familjen björnspinnare. Inga underarter finns listade i Catalogue of Life.